# Земмеринг (Австрия)
Земмеринг (нем. Semmering) — коммуна (нем. Gemeinde) и горнолыжный курорт в Австрии, в федеральной земле Нижняя Австрия. Земмеринг является горнолыжным курортом. 
Входит в состав округа Нойнкирхен.  Население составляет 642 человека (на 31 декабря 2005 года). Занимает площадь 8,66 км². Официальный код  —  3 18 38.

## Горнолыжный курорт

### История курорта
На протяжении 19 столетия, курортный городок Земмеринг пользовался успехом у венской аристократии. Новую жизнь это место получило после прокладки железной дороги, в 1854. На поезде, стало возможно преодолевать расстояние от Вены всего за несколько часов, которые незаметно пролетали за созерцанием местных красот.
Земмеринг был популярным местом для отдыха даже во времена до создания Австрийской Империи. Особенно его любили художники, которых вдохновляла красота природы.
Благодаря старинным виллам и нетронутой природе, Земмеринг имеет свой уникальный шарм. С начала 20 столетия, в регионе начал развиваться горнолыжный спорт. Даже сейчас, зимний и летний туризм, оздоровление и культурные события - главные статьи дохода жителей этих мест.

### Расположение
Перевал Земмеринг, высотой 984 метров над уровне моря между горами Раксальп на севере и Wechselgebirge южнее. Координаты:  47 ° 39' с.ш., 15 ° 50' з.д.
Курорт Земмеринг в районе Нойкирхен - энаменитая горная здравница и горнолыжная база, на границе южной Австрии и Штирии. Отличное расположение, курорт находится в Венских Альпах на расстоянии 90 км. от Вены и 110 км. - от Граца. Земмеринг знаменит своими природными красотами, целебным воздухом и архитектурой.

### Летний отдых
Летом курорт превращается в оздоровительный и спортивный центр для всей семьи, а также в место проведения экстремальных велособытий, ведь на курорте расположен один из самых крупных велопарков Европы. Земмеринг часто становится площадкой для проведения масштабных мероприятий: от презентации новой модели Mazda MX5 до круглосуточной велогонки "Race the night".
Летом в Земмеринге доступны[2]:
- Сплит-парк с 16 фигурами
- 7 велозон разного уровня сложности, в т.ч. и детская зона

- 185 км благоустроенных пешеходных маршрутов
- прогулки верхом
- поле для гольфа
- активный досуг
- СПА и оздоровительные программы
- горные рестораны

### Зимний отдых
Горнолыжный сезон длится здесь с середины ноября по начало апреля. Зимой Земеринг — горнолыжное местечко с:
- 14 км трасс для дневного катания (из них 3 км - для новичков, 10 км- среднего уровня, 1 км - сложная трасса)

- 13 км трасс для ночного катания (на трассах Земмеринга одно из лучших освещений в мире)
- 12 км трасс придатны для катания на беговых лыжах

- 3-х километровая санная горка с ночной иллюминацией
- сноуборд-парк (хафпайп, квотер-пайп)
- 3 подъемника

Перепад высоты до 400 м.

### Гранд-отель Panhans

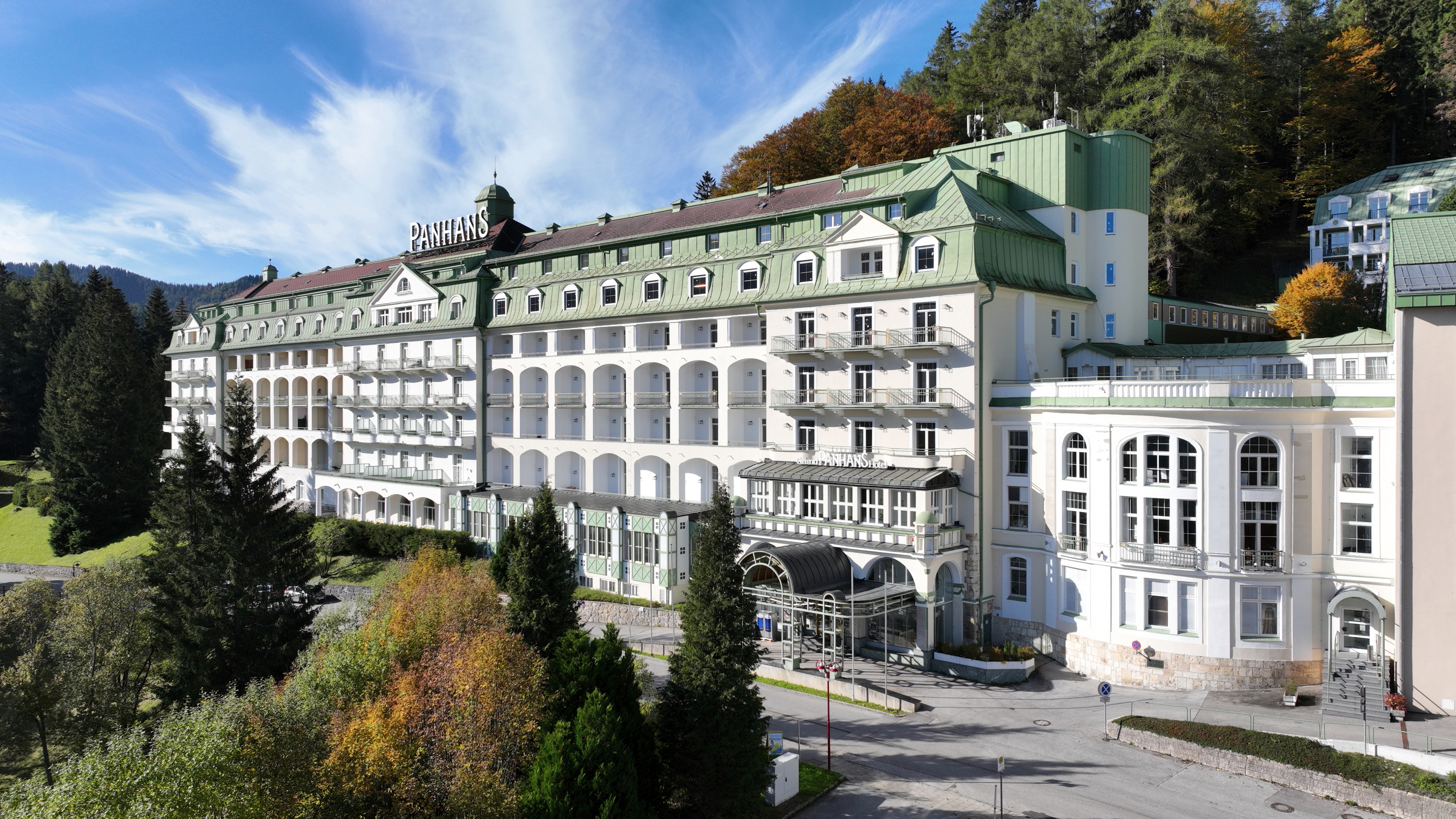
Гранд-отель Panhans

Отель с богатейшими традициями. Изысканная кухня, номерной фонд из 113 комнат, спа-салон, винный погреб, диско-бар. Популярное место проведения различных ивентов и семинаров.
Индивидуальная меблировка каждой комнаты. Гости могут насладиться отдыхом на курорте Земмеринг, поселившись в одном из номеров с уникальным дизайном, с видами на гору Sonnwendstein (примеры стилей интерьера - арт-нуо, номера в стиле Артура Шнитцлера или Петера Альтенберга, альпийский деревенский стиль, Biedermeier-style, номера для молодоженов, номера с каминами или паркетным полом).
Большие номера-студии, в том числе с огромными диванами, с авторским дизайном, доступны в заднем крыле отеля - студии "Эрмитаж", "Звездочет", "Альфред Бом", "Семейная", "Тоскана", студии с каминами, мезонеты и комнаты в деревенском стиле.

### Отель Sporthotel Semmering
Туристы окунаются в атмосферу гармонии. Лучший семейный отдых и теплый прием, комфорт и сервис. К услугам гостей предлагается 95 отлично меблированных номеров. В номерах имеются: душ, туалет, спутниковое TV, телефон и Wi-Fi. Есть номера с балконами. С северной стороны, открываются панорамные виды заснеженных гор. Для семей предоставляются смежные номера.

## Политическая ситуация
Бургомистр коммуны — Хорст Шрёттнер (АНП) по результатам выборов 2010 года.
Совет представителей коммуны (нем. Gemeinderat) состоит из 15 мест.
- АНП занимает 12 мест.
- СДПА занимает 2 места.
- АПС занимает 1 место.

## Интересные факты
- Земмерингская железная дорога в 1998 году была объявлена объектом всемирного наследия ЮНЕСКО. Также она является первой в Европе горной железной дорогой.

- Земмеринг несколько раз принимал Кубок мира по горнолыжному спорту

## Спорт
В 20-30-х годах XX века в Земмеринге состоялось несколько представительных шахматных турниров, в которых принимали участие чемпионы мира Хосе Рауль Капабланка и Александр Алехин, чемпионка мира Вера Менчик, а также гроссмейстеры Пауль Керес, Ефим Боголюбов и Рудольф Шпильман.
В связи с этим город упоминается в романе И. Ильфа и Е. Петрова «Двенадцать стульев»:

Что вы раньше слышали о городе Земмеринге? Ничего! А теперь этот городишко богат и знаменит только потому, что там был организован международный турнир.— Глава «Междупланетный шахматный конгресс»